# Hiram (imię)
Hiram – imię męskie pochodzenia hebrajskiego. 

## Osoby noszące imię Hiram
- Hiram I – król fenickiego Tyru[1], pierwszy z trzech królów Tyru o imieniu Hiram[1]
- Hiram Rhodes Revels – amerykański senator
- Hiram Stevens Maxim – amerykański wynalazca
- Hiram Berdan – amerykański generał
- Hyrum Smith – amerykański duchowny mormoński.